# Бутенвисен
Бутенвисен (њем. Buttenwiesen) општина је у њемачкој савезној држави Баварска. Једно је од 27 општинских средишта округа Дилинген ан дер Донау. Према процјени из 2010. у општини је живјело 5.748 становника. Посједује регионалну шифру (AGS) 9773122.

## Географски и демографски подаци
Бутенвисен се налази у савезној држави Баварска у округу Дилинген ан дер Донау. Општина се налази на надморској висини од 415 метара. Површина општине износи 59,5 km². У самом мјесту је, према процјени из 2010. године, живјело 5.748 становника. Просјечна густина становништва износи 97 становника/km².